# Guillaume Coustou
Guillaume Coustou (Lione, 29 novembre 1677 – Parigi, 22 febbraio 1746) è stato uno scultore francese, fratello minore dello scultore Nicolas Coustou, allievo dello zio materno Antoine Coysevox e padre dell'omonimo scultore.
Come suo fratello lavorò per i re Luigi XIV e Luigi XV.

## Biografia
Vinse il premio Colbert (Prix de Rome), come suo fratello, consistente in una borsa di studio di quattro anni per studiare presso l'Accademia di Francia a Roma; ma rifiutando le regole dell'accademia, la abbandonò presto, e secondo la leggenda, per diverso tempo vagò, senza fissa dimora, per le strade di Roma, anche se ben presto trovò lavoro nella bottega di Pierre Legros.

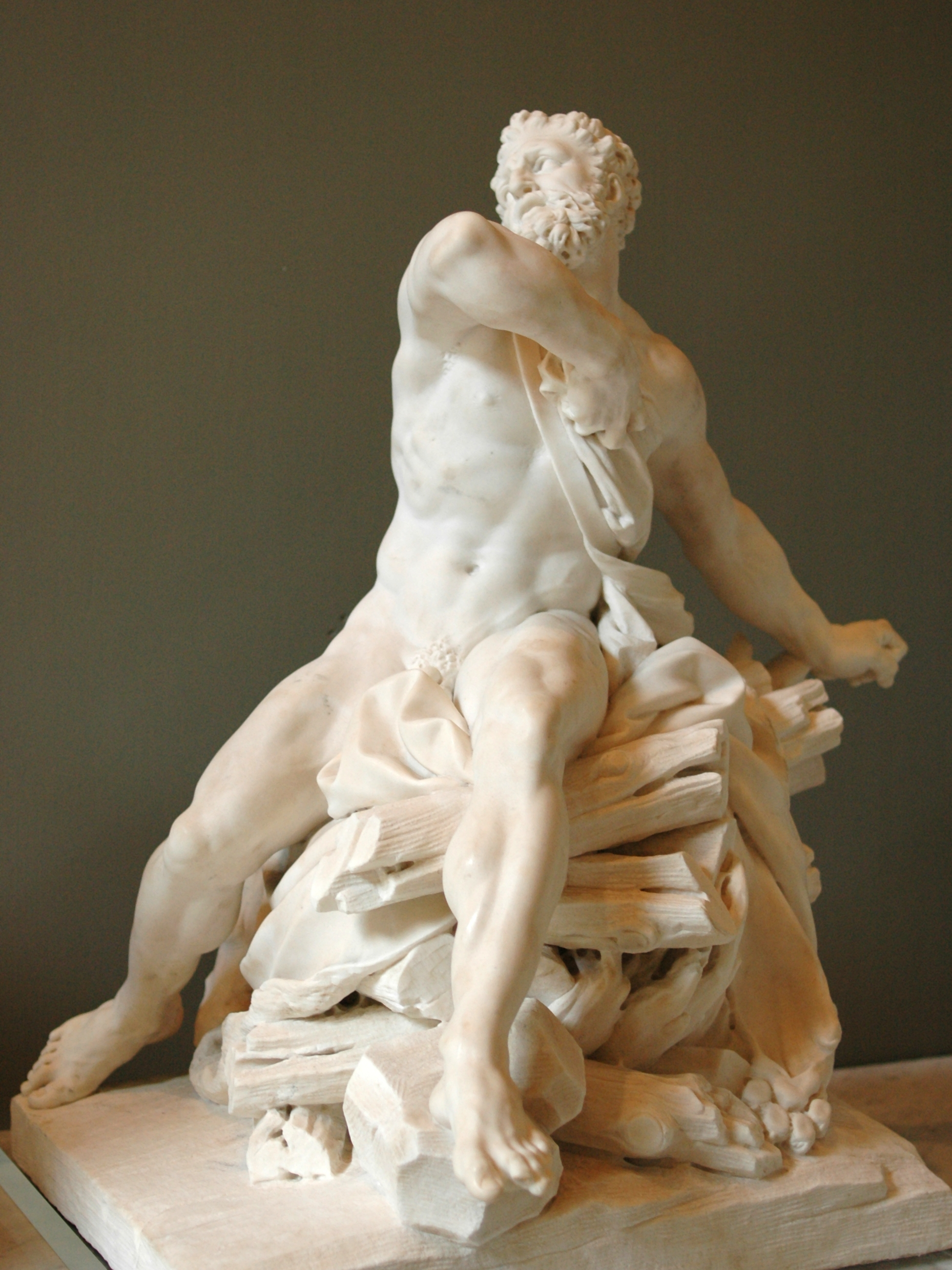
Hercule sur le bûcher, 1704

Tornato a Parigi, assistette lo zio nella realizzazione delle monumentali statue equestri Fame e Mercury per il Castello di Marly, che vennero poi sostituite dai suoi Cavalli di Marly. Nel 1704 venne ammesso all'Académie royale de peinture et de sculpture; la sua morceau de reception fu Hercule sur le bûcher ("Ercole sul rogo") del 1704 (ora al Museo del Louvre). In seguito divenne direttore dell'Accademia nel 1733.

## Opere
Le sue opere migliori sono il famoso gruppo dei Cavalli di Marly, che copiano il tema dei colossali marmi romani dei '"domatori di cavalli" di Piazza del Quirinale a Roma. Essi vennero commissionati da Luigi XV nel 1739 e installati nel 1745 presso l'Abreuvoir a Marly. Le versioni all'ingresso degli Champs-Élysées a Parigi sono delle riproduzioni.
Coustou realizzò anche i colossali gruppi Oceano e Mediterraneo fra le altre sculture per il parco di Marly; il bronzo Rodano, che costituisce parte della statua di Luigi XIV a Lione, e le sculture poste all'ingresso dell'Hôtel des Invalides. Fra queste ultime, il bassorilievo rappresentante Luigi XIV, con la Giustizia e la Prudenza, distrutto durante la Rivoluzione, poi ricostruito nel in 1815 da Pierre Cartellier sul modello di Coustou; il bronzo raffigurante Marte e Minerva (1733–34) su entrambi i lati dell'ingresso.

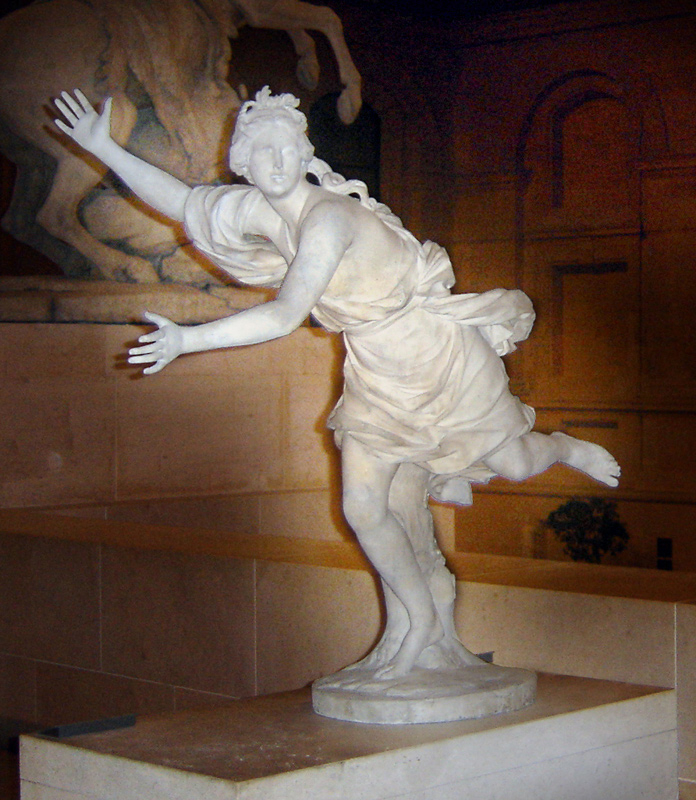
Dafne inseguita da Apollo, Louvre

Sempre per il castello di Marly, nel 1714, collaborò alla creazione di due sculture in marmo raffiguranti Apollo che insegue Dafne (entrambe al Louvre), nelle quali Nicolas Cousteau scolpì Apollo e Guillaume, Dafne. Intorno allo stesso periodo gli fu commissionata un'altra statua in marmo riproducente una figura in corsa, un Hippomenes destinato a fare coppia con una Atalanta, copia da una statua antica, eseguita da Pierre Lepautre: ognununa di esse venne posta al centro delle due vasche delle carpe a Marly.
Nel 1725, il duca di Antin, direttore generale dei Bâtiments du Roi, commissionò due marmi, a grandezza naturale, di Luigi XV nelle vesti di Giove e Maria Leszczynska nelle vesti di Giunone per il parco del suo castello di Petit-Bourg, che confinava con il parco di Versailles, a cui venne poi annesso dopo la morte del duca.
Realizzò anche diverse sculture per i Giardini delle Tuileries, e in particolare un bronzo Diana e il cervo.
Il marmo di Coustou, Busto di Samuel Bernard si trova al Metropolitan Museum of Art di New York.